# 费尔南多·阿隆索
费尔南多·阿隆索·迪亚斯（西班牙語：Fernando Alonso Díaz，1981年7月29日—），西班牙賽车手，於2005年和2006年贏得一級方程式賽車世界冠軍，現時效力於阿斯顿·马丁车队。
2005年9月25日，24岁58天的阿隆索首度封王世界冠军，由此终结了德国传奇车王舒马赫的5连冠，也由此成为史上最年轻世界冠军车手，此记录其后于2008年被刘易斯·汉密尔顿超越，目前記錄由塞巴斯蒂安·維泰爾在2010年創下。他曾效力于米纳尔迪车队、雷诺车队、迈凯轮车队和法拉利车队。2018年8月15日宣布赛季结束后退出一级方程式赛事，不再参加2019年的比赛。
2020年，阿隆索宣布回归一级方程式，于2021年赛季加入阿爾派車隊。在2022年新加坡大獎賽，阿隆索以350場的參賽紀錄超越奇米·雷克南，成為一級方程式歷史上參賽場次最多的車手。阿隆索在2023年赛季加入阿斯顿·马丁车队。

## 早年經歷

### 出身背景
阿隆索的父親José Alonso是一個礦場的技師，他很早就發現阿隆索的天分，意欲培育阿隆索成為一個賽車手，因此阿隆索從3歲開始即開始從事卡丁車運動。

### 卡丁車時代

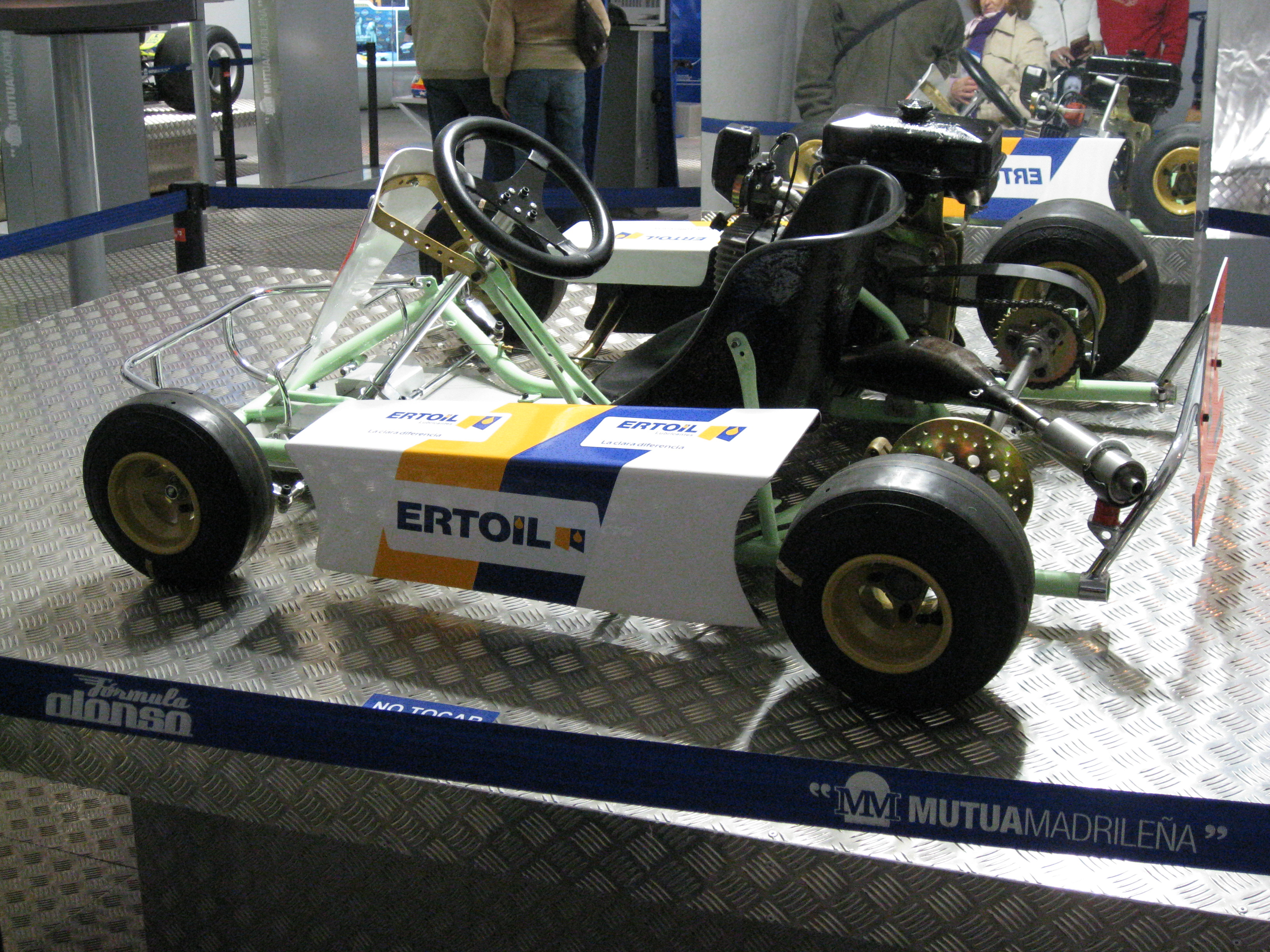
阿隆索的第一辆卡丁车

在父親José的陪同之下，阿隆索自幼即在西班牙各地巡迴參加卡丁車比賽，雖然家境並不是很富裕，但是阿隆索仍然在卡丁车赛中表现出了惊人的潜质，獲得了不少贊助商的支持，讓他得以順利的展開他的賽車生涯。
1993年，13歲的阿隆索獲得了西班牙青少年卡丁車賽總冠軍，並且取得四連霸的紀錄。
1996年，阿隆索得到世界青少年卡丁車賽總冠軍。
1997年，阿隆索連奪西班牙和義大利卡丁車賽總冠軍。
1998年，阿隆索蟬聯西班牙卡丁車賽總冠軍，並且在歐洲卡丁車賽年度排名第二。

### 初階方程式時代

#### 日產方程式
1999年，阿隆索參加了日产方程式，取得年度冠軍。同年底，阿隆索獲得了F1米纳尔迪车队（Minardi F1 Team）的賞識，成為該車隊測試車手，在測試過程中，阿隆索一鳴驚人，幾乎比其他測試車手快上1.5秒以上，才華開始受到F1車隊的注意。

#### 國際F3000
2000年，阿隆索參賽欧洲F3000，但他表現的並不是很理想，只拿下兩次第二名，沒有分站冠軍紀錄。年終，他在車手排名取得第四名。

## 一級方程式

### 米纳尔迪车队時代

#### 2001年
2001年，當時雷諾的賽車部門簽下了阿隆索，但將他送往米纳尔迪车队（Minardi F1 Team）接受磨練，阿隆索在開幕站澳洲站時，年僅19歲216日，是史上第三年輕的F1車手。受限於米納爾迪賽車的性能，阿隆索在这个赛季無法取得任何积分，但是他仍數次開著毫無競爭力的賽車對前方車手做出威脅。
該年年末，新组建的雷诺车队（Renault F1 Team）總監布理亞托利(Flavio Briatore)成為阿隆索的經紀人，布理亞托利一番深思熟慮後，考量到阿隆索尚年輕，需要更多的經驗累積，但沒有必要待在實力弱小的米纳尔迪车队，所以不急著將他推上賽場，於是安排阿隆索擔任雷诺车队的測試车手。

### 雷諾車隊時代

#### 2002年
2002年，阿隆索成為了雷諾車隊的測試車手，一年間他在各地賽車場累積了1642圈的測試里程。年終，雷諾車隊的車手詹森·巴顿（Jenson Button）離隊转投英美车队（BAR Honda），因此阿隆索被拔擢成正式車手。

#### 2003年

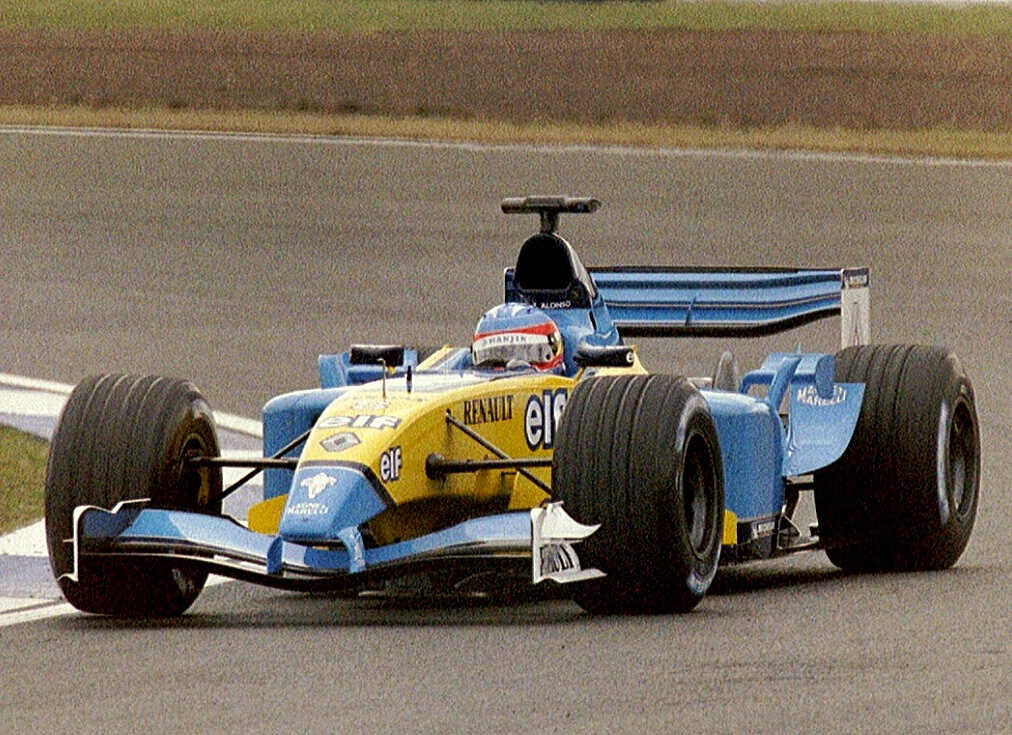
阿隆索在2003年英国大奖赛

2003年，阿隆索成为车队的正式车手，与亞諾·楚理（Jarno Trulli）搭档。在这个赛季中，阿隆索成为了最为耀眼的新星之一。第二站馬來西亞站，阿隆索就取得了杆位，這時他只有21歲236日，是史上最年輕的杆位紀錄，隔日正賽，他又取得了第三名的成績，又打破了最年輕上頒獎台的紀錄。第13站匈牙利站，阿隆索取得了他第一座F1分站冠军，年僅22歲25日，成為史上最年輕的分站冠軍。年終，他取得了55分的積分，年度排名第六。精彩的表现令人眼前為之一亮。  

#### 2004年
2004年，由於去年傑出得表現，阿隆索的表現更受到大眾期待，本年度是法拉利車隊壟斷全年賽事的一年，但雷諾車隊一直保持著競爭第二名的能力，可惜季中阿隆索的隊友楚理和車隊鬧翻，連續數站一分未得後提前離隊，車隊臨時找來代打的前世界冠軍傑克·維倫紐夫（Jacques Villeneuve）又尚未進入狀況，導致賽季後半段雷諾車隊只剩下阿隆索一人孤軍奮戰，最終雷諾車隊在年度第二名的爭奪上敗給了英美车队（BAR Honda）。

#### 2005年

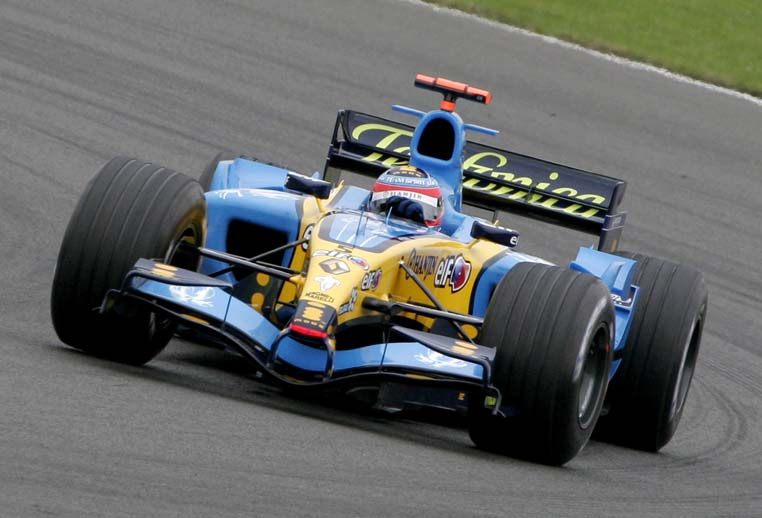
阿隆索在2005年英国大奖赛

2005年，在賽季前，並沒有多少人可以預料到年輕的阿隆索能夠獲得世界冠軍，但阿隆索充分的發揮了他的才華。雷諾車隊本年度的競爭力極強，開幕站澳洲站，阿隆索就和隊友詹卡洛·費斯切拉（Giancarlo Fisichella）分別取得第三和第一名。第二站馬來西亞站阿隆索取勝後接著豪取三連勝，在車手積分榜上取得了領先。
儘管賽季中段迈凯伦车队（McLaren F1 Team）的實力大幅提昇，嚴重威脅了雷諾車隊的領先地位，但阿隆索仍以穩健的表現擊敗競爭對手奇米·雷克南（Kimi Räikkönen），在17站比賽裡共登上頒獎台13次，提前兩站取得世界冠軍，同時也成為F1史上最年轻的世界冠军，阿隆索獲得世界冠军时年僅24歲59日。打破了巴西傳奇車手埃莫森·菲蒂帕爾迪（Emerson Fittipaldi）在1972年所創下的25歲273日的記錄。 	
在2005年年底，由於雷諾車隊尚未保證在2008年後繼續參加F1，未雨綢繆的阿隆索和迈凯伦车队簽下了一張合約，阿隆索將在2007年轉會迈凯伦车队。由於事前雷諾車隊毫不知情，甚至阿隆索的經紀人布理亞托利也被蒙在鼓裡，阿隆索和車隊以及布理亞托利都出現了嫌隙。

#### 2006年

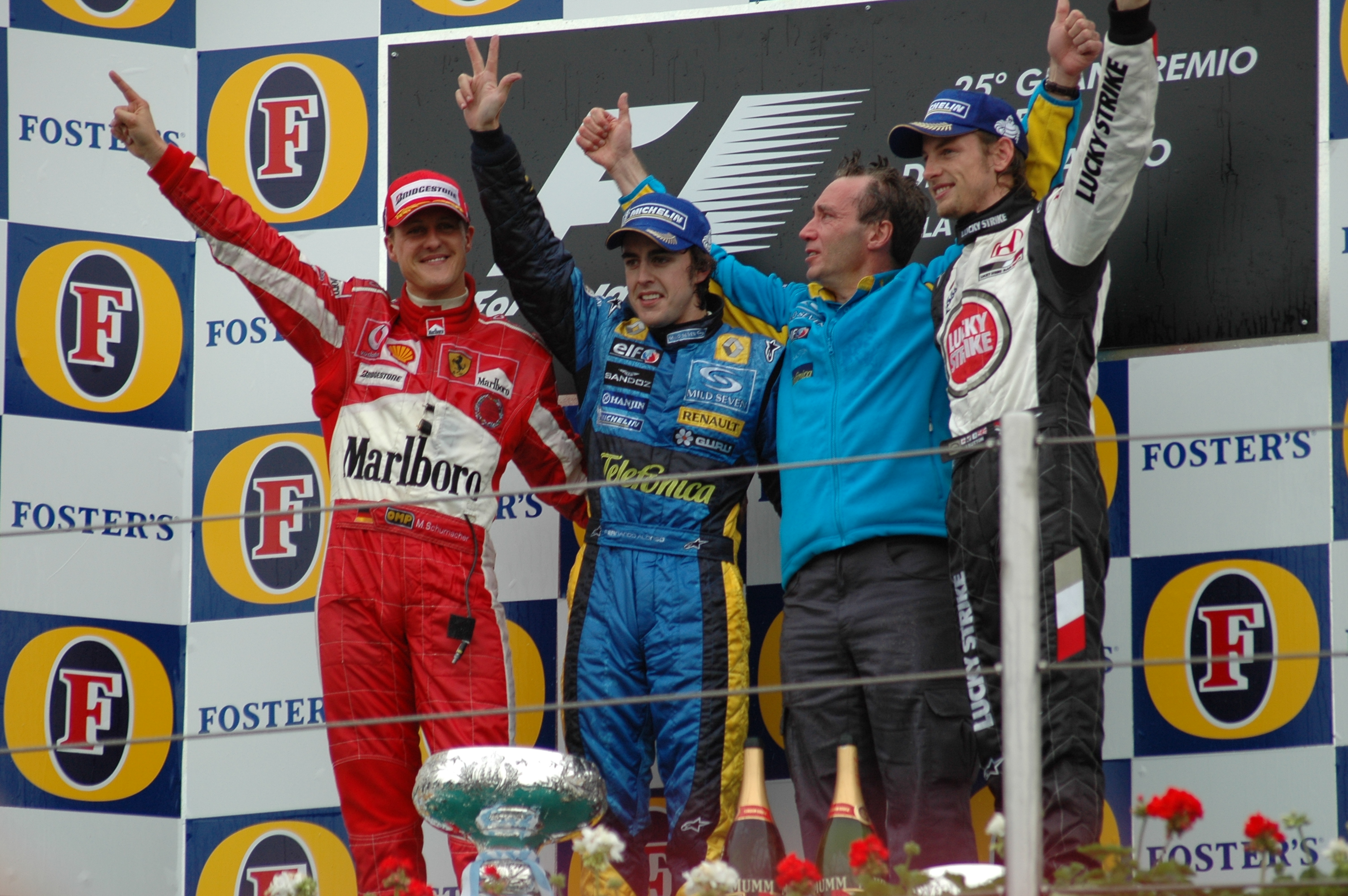
阿隆索首夺F1世界冠军

2006年，儘管轉會問題影響了阿隆索和車隊的關係，有傳言指出雷諾車隊不願意見到阿隆索在取得冠軍後將冠軍車號直接送給迈凯伦车队，因此會在本季提供阿隆索隊友費斯切拉較多的支援。但是阿隆索仍然在開幕戰力退七屆世界冠軍法拉利車隊（Ferrari）的迈克尔·舒马赫（Michael Schumacher），並且在大半賽季的積分榜保持領先。到了賽季中段，阿隆索拉開了和舒马赫的差距，最多達到26分之多。

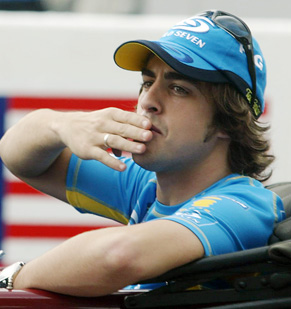
阿隆索在2006年马来西亚大奖赛

然而隨著賽季中法拉利車隊漸入佳境，以及雷諾車隊所研發出的質量減震器，遭到FIA以違反規則為由禁用，使得下半賽季法拉利車隊的競爭力明顯勝過了雷諾車隊。在義大利站，阿隆索的引擎縮缸退賽，舒马赫賽後在積分榜上追平了阿隆索。但在接下來的日本站，舒马赫的賽車引擎也發生問題而退賽，因此阿隆索最終依然力壓對手，蟬聯世界冠軍，並且成為史上最年輕蟬聯世界冠軍的車手。

### 迈凯伦车队時代

#### 2007年

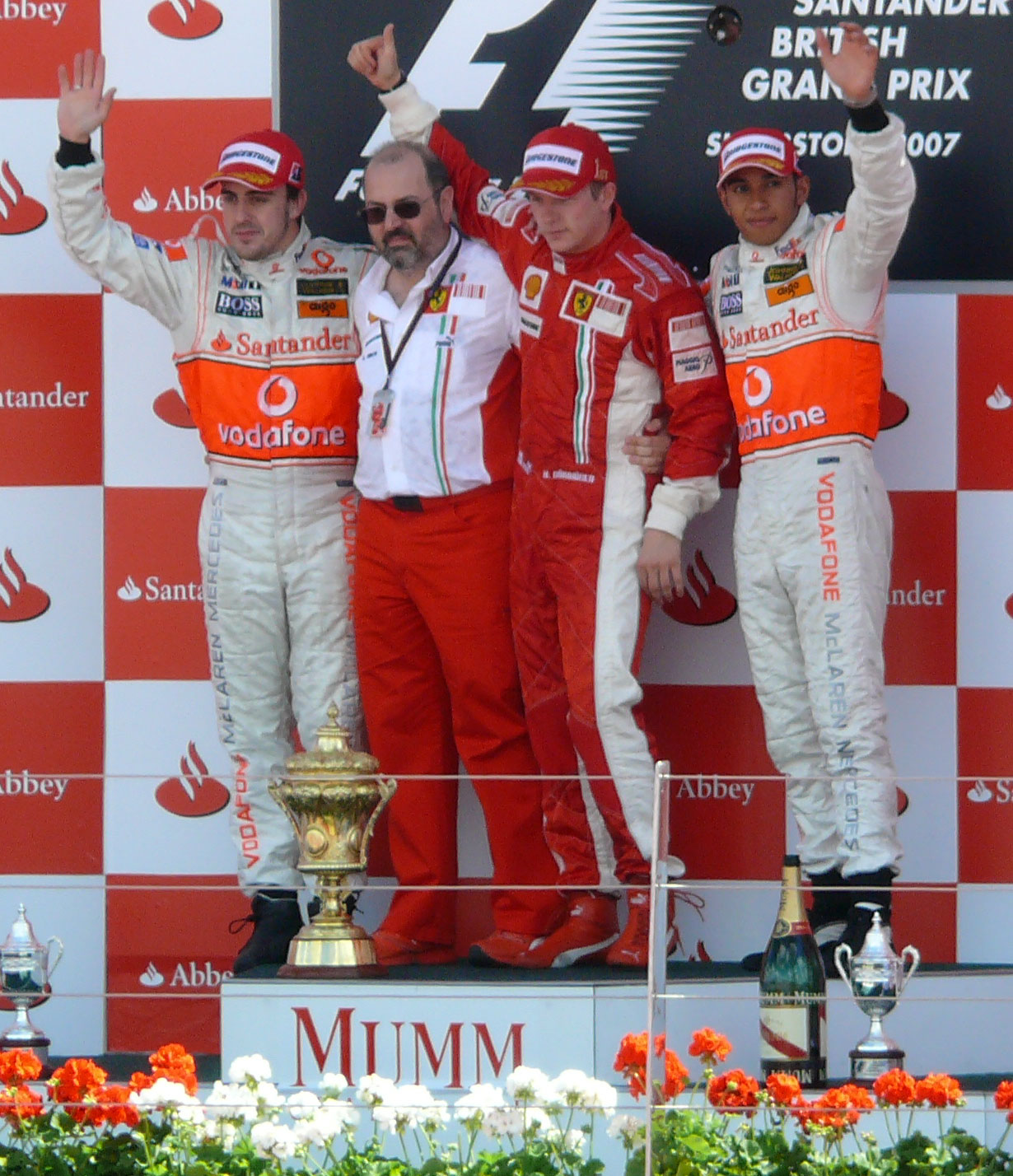
阿隆索在2007年英国大奖赛

2007年，阿隆索離開了雷諾車隊，與迈凯伦车队簽下三年合約。阿隆索的隊友是英國籍的新秀車手刘易斯·汉密尔顿（Lewis Hamilton）。
本季開幕站前，一般輿論多看好法拉利車隊，不過開季後迈凯伦车队的狀況頗佳，第二站馬來西亞站，阿隆索即和汉密尔顿以一、二名完賽，頗有打破去年賽季的低迷之勢。在賽季前幾場比賽，阿隆索與汉密尔顿穩定取分，一度將積分拋離了競爭對手法拉利車隊。
然而到了賽季中段，由於汉密尔顿令人驚奇的搶眼表現，對阿隆索造成嚴重威脅。由於迈凯伦车队給予兩屆世界冠軍的阿隆索和新秀汉密尔顿相同的資源對待，導致兩人為了爭奪世界冠軍而逐漸產生嫌隙，更令阿隆索十分的不滿。終於，這些私底下的摩擦在匈牙利站排位賽中，由於阿隆索有疑似阻擋汉密尔顿的嫌疑，遭到了大會在正賽中退後五名的處分，兩人不和的傳言就此浮出檯面，隨著賽季的發展日趨白熱化。
隨後，迈凯伦车队和法拉利車隊之間的間諜案爆發，受到重罰，這事也使得他和丹尼士之間的關係破裂，在賽季後段阿隆索完全被車隊內部孤立，阿隆索將轉會的風聲也開始甚囂塵上。
在眾多不利的因素之下，阿隆索仍舊在積分上緊咬著領先的汉密尔顿。到了賽季末段，車隊經理丹尼士已經聲明將幫助汉密尔顿爭奪世界冠軍。然而，在本年度倒數第二站中國站中，汉密尔顿在一片大好的形勢之下因失誤退賽，阿隆索積分追近至四分的差距，仍有機會蟬聯世界冠軍。

##### 2007年巴西站

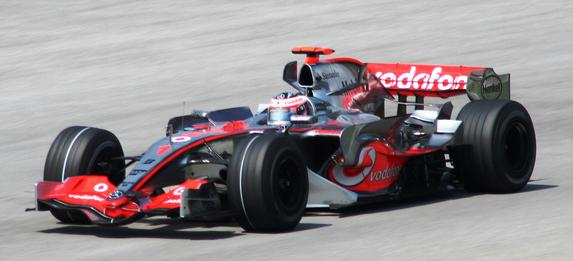
阿隆索在驾驶迈凯伦MP4-22赛车

本年度的巴西站是F1史上最富戲劇性和傳奇色彩的比賽之一，在賽前汉密尔顿以107分暫時在積分榜上領先，阿隆索以103分排名第二，緊追在後的是法拉利車手雷克南，他以100分排名第三，汉密尔顿仍保有小幅的優勢。
前一次在最後一場比賽前，仍有三位車手有機會爭奪世界冠軍，是在21年前1986年的事情了，當年威廉斯車隊的奈傑爾·曼塞爾（Nigel Mansell），在領先競爭對手尼爾遜·畢奇（Nelson Piquet）、阿兰·普罗斯特（Alain Prost）多達六分的情況之下，由於在比賽中輪胎爆胎而遭到普罗斯特逆轉封王。未料本年度再度重演了這個場面。
在排位賽中，法拉利車隊車手菲利佩·马萨（Felipe Massa）取得杆位，汉密尔顿第二，雷克南第三，阿隆索賽車速度明顯不如對手，僅僅排到第四位。整個局勢對汉密尔顿仍然有利。然而，正賽從第一圈開始就發生了一連串始料未及的狀況，起跑後汉密尔顿由於過度急躁欲超越馬薩失敗，反而連續被雷克南和阿隆索超越，隨後又在追擊阿隆索的過程中再度發生失誤衝出跑道，這使得汉密尔顿在第一圈就落到第八位。比賽到了第八圈，汉密尔顿竟然再度因為未知的緣故發生變速系統重設歸零的意外狀況，賽車一度完全失去動力，等到恢復過來之後，他已經落到第十八位，在落後前面車手超過一分鐘的情況之下，他基本上已經和世界冠軍絕緣了。
此時若排名不再改變的情況之下，阿隆索將逆轉獲得三連霸，可是阿隆索雖然保持住第三的位置，但無奈賽車速度遠遠不如競爭對手法拉利車隊的兩位車手，整場比賽幾乎毫無作為，無法對前排的兩輛法拉利賽車做出任何威脅。而法拉利車隊如同預期一般的，到了第五十圈的時候，技巧性的在馬薩進站時讓雷克南領先，最終雷克南順利的奪下本站冠軍，並且以一分之差擊敗汉密尔顿和阿隆索逆轉奪下本年度世界冠軍。
阿隆索與汉密尔顿同樣獲得109分的積分，但汉密尔顿取得較多的分站亞軍而力壓阿隆索成為年度第二名。其戲劇性的變化出乎許多賽前評論的意料之外。

### ING 雷諾車隊時代

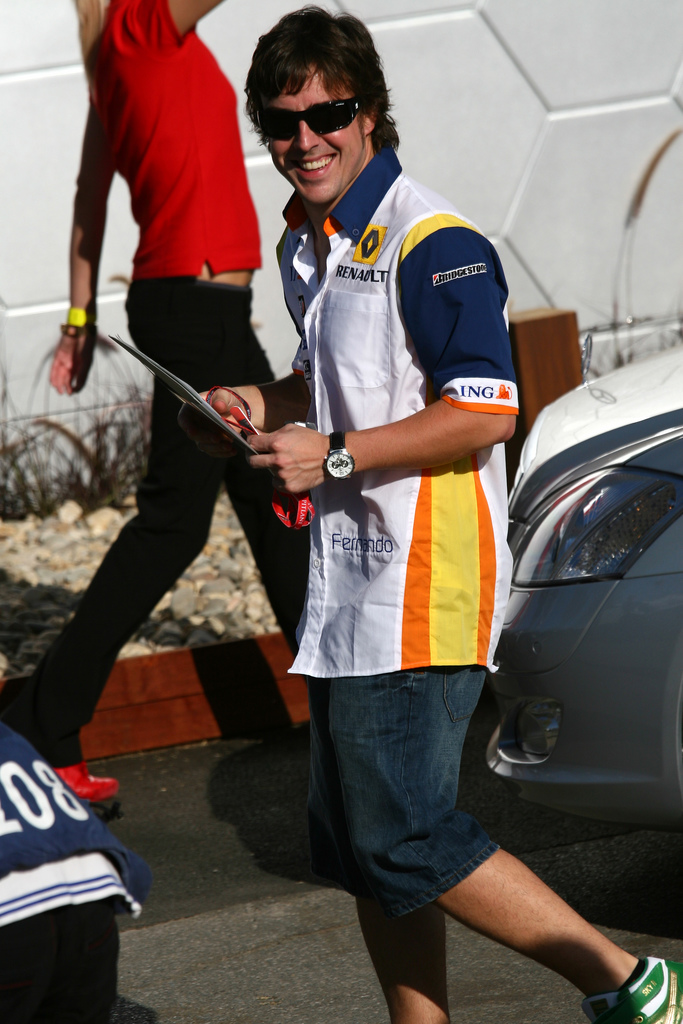
阿隆索在2008年澳大利亚大奖赛

#### 2008年
阿隆索鳳還巢回到了最熟悉的車隊雷諾車隊，與三屆世界冠軍尼尔森‧皮奎特之子尼尔森·小皮奎特（Nelsinho Piquet）搭檔參賽。阿隆索本季深受雷諾車隊的競爭力嚴重不足之苦，大半賽季都只能為進入前八名積分榜奮戰，早早失去了爭奪本年度世界冠軍的機會，賽季末，雷諾車隊狀態回穩，阿隆索連奪新加坡及日本大賽冠軍，最終以年度第五名坐收。阿隆索是下半賽季得分最高的車手，如果雷諾的R28賽車能盡早有競爭力的話，或許阿隆索就有機會角逐年度冠軍。

#### 2009年

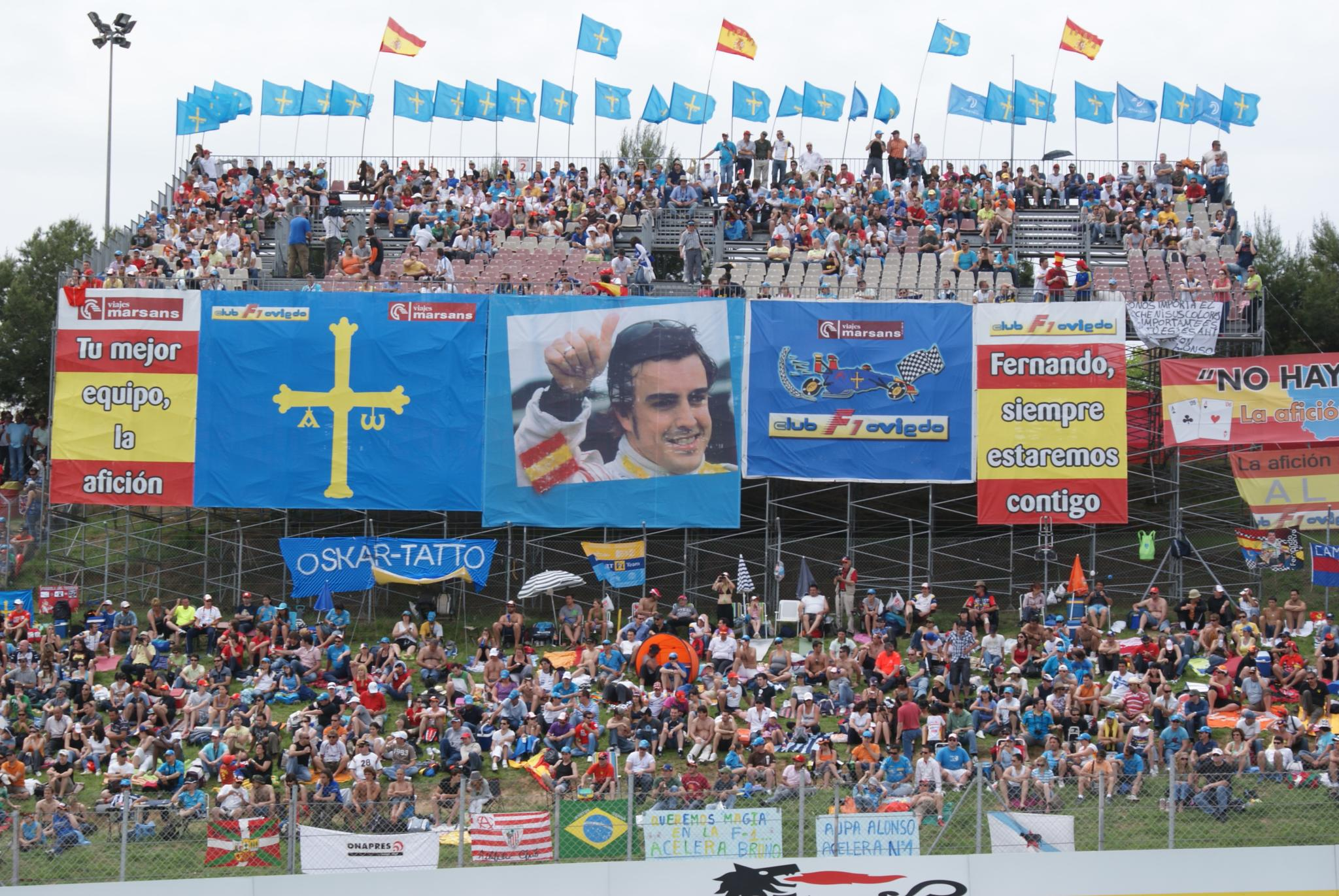
Alonsomania

2009年是阿隆索賽車生涯中黯淡的一年，從03年開始除了2004年阿隆索每年都至少能拿到一個分站冠軍，但是乏力的R29顯然與賽車的駕駛員能力完全相反，全年僅在新加坡站上頒獎台。

##### 撞車門事件
賽季末段，雷諾車隊爆發了「撞車門」醜聞。當時表現不佳而遭到車隊撤換的阿隆索前隊友小皮奎特向媒體揭露去年（2008年）新加坡站雷諾車隊指使他作弊讓阿隆索奪冠。當年新加坡站是F1史上首次夜戰，阿隆索排位賽成績不佳，正賽僅以第15位出發。比賽第14圈，阿隆索率先完成了第一次進站加油，阿隆索出站後小皮奎特立刻撞上護欄，導致安全車出動，迫使阿隆索的主要對手進站，讓阿隆索趁亂取得領先，最終獲勝。
受到這件醜聞影響，以及在當年匈牙利站由於車隊在進站換胎時沒將右前輪鎖好導致鬆脫彈飛，國際汽聯（FIA）原本打算將雷諾車隊禁賽。但是緊接下來的一場即是阿隆索的主場西班牙瓦倫西亞站，西班牙汽聯主席特意關切，最終沒有受罰，但受讓車門事件影響，雷諾車隊的領隊布理亞托利跟西蒙斯（Pat Symonds）相繼離隊。而法拉利車隊在確認阿隆索對撞車門事件不知情之後，馬上與阿隆索簽約征戰2010-2012年的賽季，而他在雷諾車隊的遺缺由羅伯特·庫畢薩（Robert Kubica）遞補。

### 法拉利時代

#### 2010年

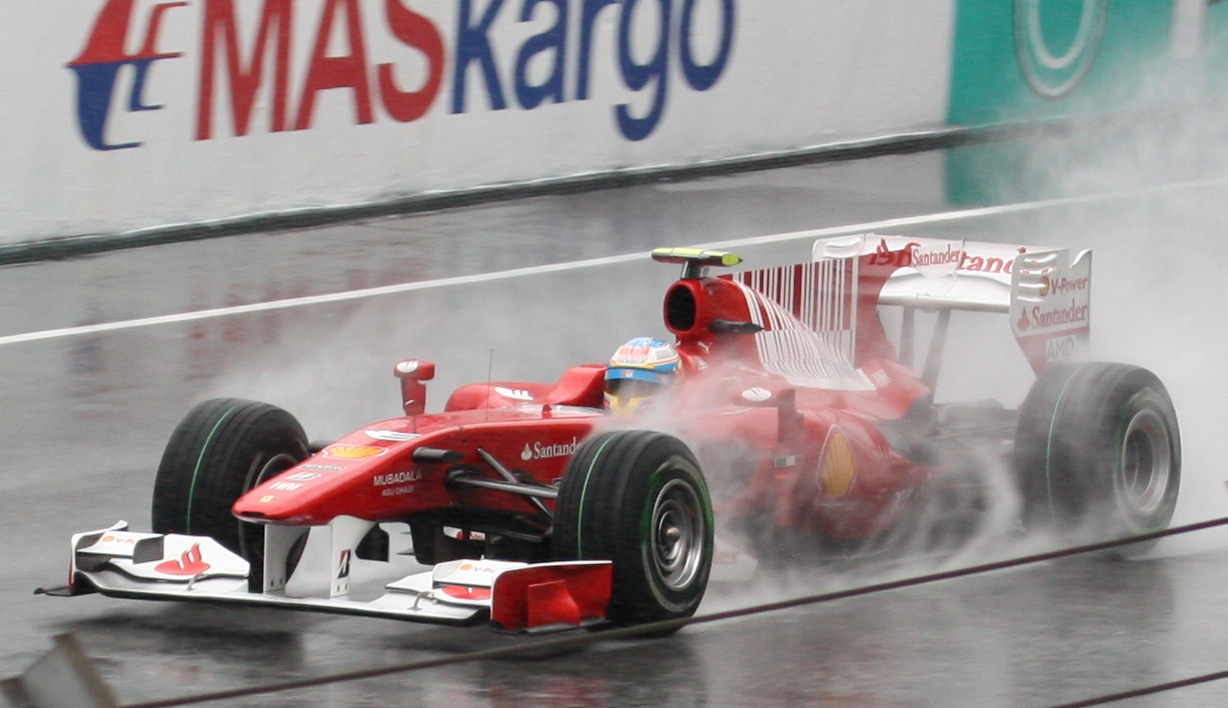
阿隆索在2010年马来西亚大奖赛上在雨中驾驶法拉利F10赛车

阿隆索在巴林站取得第一場勝利。關鍵是把握桿位的賽巴斯蒂安·維泰爾（Sebastian Vettel）发生机械故障。在意大利站，他替車隊取得2008年巴西站以來首個桿位，他亦不負重望，替法拉利取得今季第三場勝利，迫近一眾前列車手。
法拉利在暑假之後沒多久，結束了今年賽車的升級轉而研發2011年賽車，但阿隆索的表現反而愈來愈強勢。自勝出新加坡站的比賽後，阿隆索超越了汉密尔顿，在車手榜排行上升到第二。韓國站獲勝後，阿隆索的積分終於追過了領先的馬克·韋伯（Mark Webber）。
本年度最後一站阿布達比站前的形勢如下：阿隆索以246分領先；緊追在後的是238分的韋伯；維泰爾231分第三；汉密尔顿222分第四，希望渺茫。阿隆索僅須取得第二，即可保證奪得世界冠軍。

##### 2010年阿布達比站

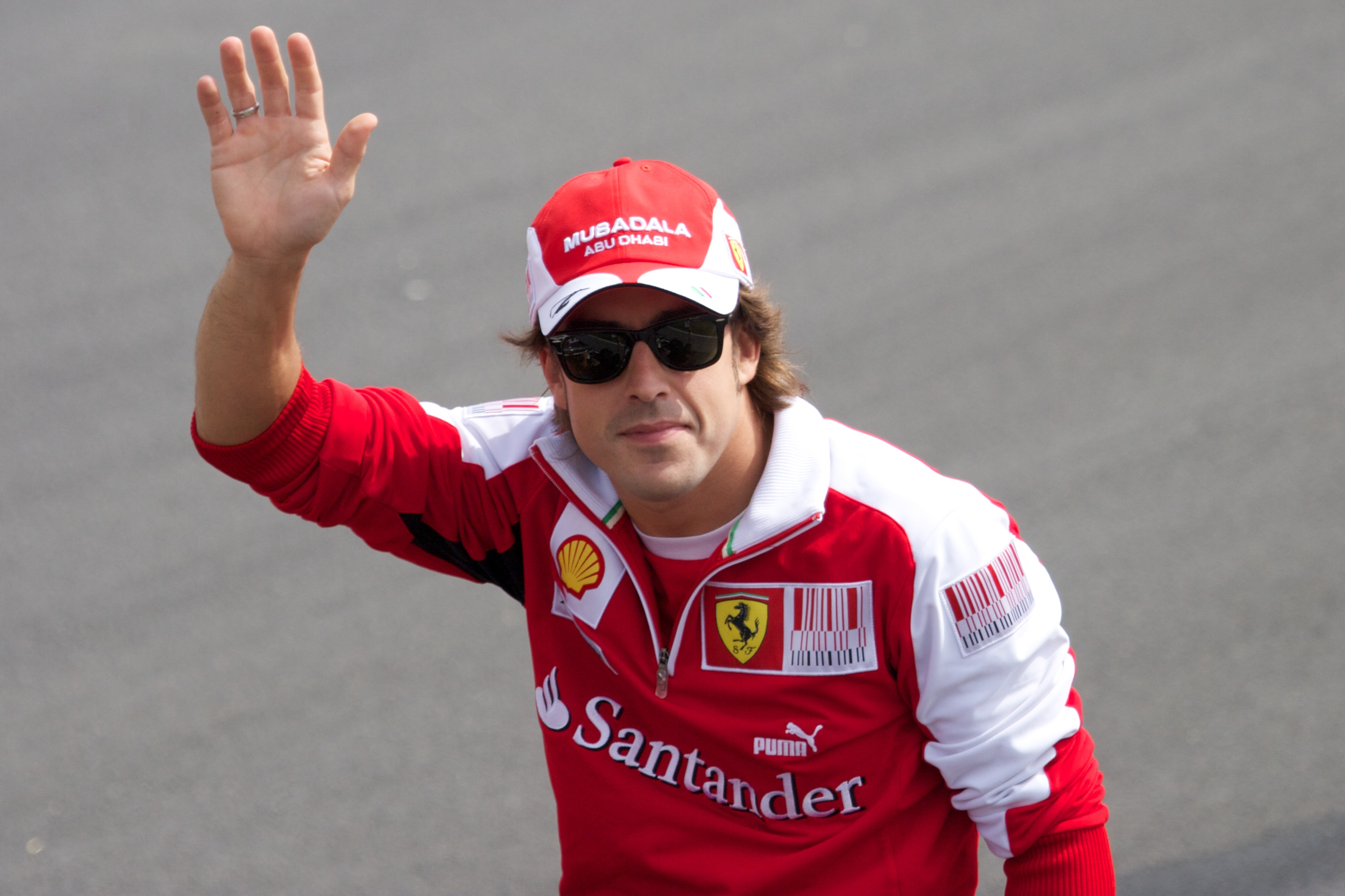
阿隆索在2010年加拿大大奖赛

閉幕站阿布達比站阿隆索從第三位發車，韋伯第五，起跑後第一圈阿隆索排第四，韋伯第五。到了第11圈，韋伯首次進站換胎，進站前，韋伯只落後阿隆索一秒半左右，法拉利見韋伯進站，因此下令馬薩也進站企圖阻擋韋伯，可是馬薩沒有達成任務，反而遭到紅牛二隊的哈伊梅·阿古爾蘇阿里（Jaime Alguersuari）阻擋。由於韋伯一出站就作出最快單圈，雖然他也被阿古爾蘇阿里擋了一下，但很快就超過，韋伯當時正用非常快的速度逼近前方賽車，法拉利見狀可能認為，以紅牛的實力，要超掉前方二流集團，不會用太久的時間。那麼，韋伯既然享有新胎優勢，阿隆索用的還是舊胎，那很有可能一直讓他追時間，等到阿隆索進站後，搞不好會落到韋伯後面。由於原先預計阿隆索獲得世界冠軍的先決條件是必須要勝過韋伯，因此法拉利決定趁著韋伯還沒發威時，讓阿隆索也進站，這樣出來他還能在韋伯前面。照理，在那個時間點，這個決策並不算太差，因為阿隆索進站出來之後，真的就只領先韋伯一秒而已。
但是有幾個意料之外的因素讓法拉利車隊失算了，第一個因素是第一圈受到舒馬克賽車失控引發的事故波及，安全車出動，有幾位車手進站換了硬胎，打算採用一停戰略，而他們居然能夠用這套胎撐完全場，並且領先在阿隆索前面，這些人可能一開始在法拉利的考量之中，根本就是不該出現的。第二個因素是雷諾疑似贊助他們大客戶，還正好正面對付到阿隆索，而馬薩也受阻於另一台小牛。最後最重要的是，一開始沒有人想得到，阿布達比賽道雖然擁有不少長直道，但由於之後都接著慢速彎角，超車之難，以至於雷諾車隊的維塔利·佩特羅夫（Vitaly Petrov）就有辦法擋住阿隆索整場比賽，阿古爾蘇阿里也擋了馬薩整場。
最終結局阿隆索僅取得第七名，韋伯第八，而沒有受到直接影響的維泰爾得利拿下本站冠軍，以256分積分壓過阿隆索的252分加冕本年度世界冠軍。這條沒辦法超車的賽道後來受到廣泛的批評，而法拉利車隊只顧著盯住韋伯卻沒考慮到維泰爾，戰術運用上的大失敗導致失去了世界冠軍也受到輿論的質疑。

#### 2011年

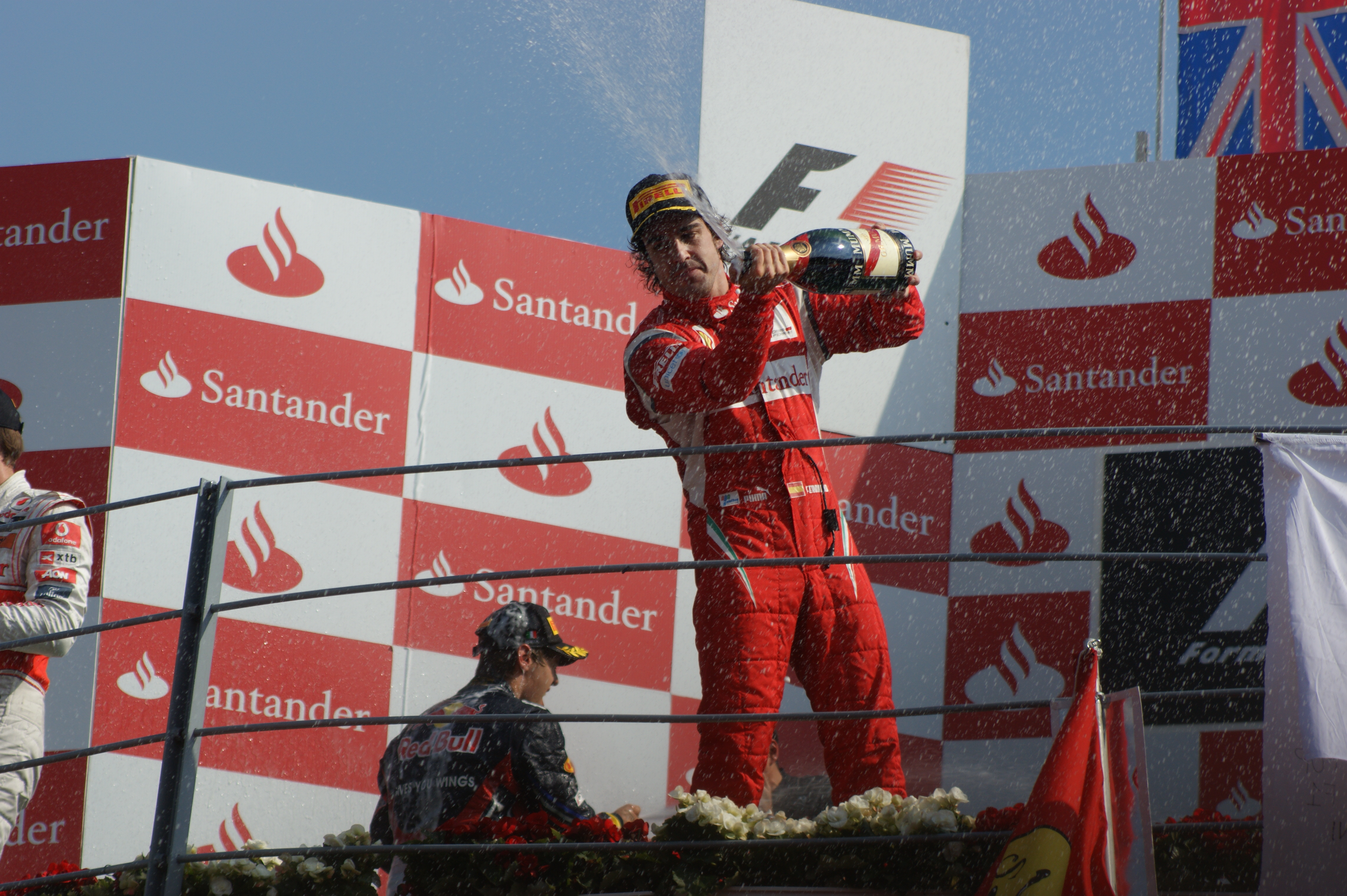
阿隆索在2011年意大利大奖赛上获得季军

原本開季的第一場比賽將在巴林舉辦，但遇上了巴林的政局動亂，澳洲墨爾本從原本的第二站晉升成了開幕站。今年賽季採用新輪胎供應商義大利的倍耐力，倍耐力按照國際汽聯的要求刻意將輪胎的衰退大幅提高，增加車隊策略應用同時藉此增加超車機會。但所有車隊在開幕站澳洲站發現輪胎衰退情況並不劇烈，不過法拉利還是相當保守，排位採用了對輪胎相對友好的下壓力調校，導致正賽兩輛法拉利賽車輪胎溫度上不來，輪胎相較其他大部分賽車沒有足夠抓地力，這情況阿隆索的隊友馬薩尤其明顯。 
2011年無疑是紅牛的天下，紅牛RB7賽車在排位賽顯示出無人能及的速度，加上明顯兩端下凹能在彎道帶來更多下壓力的前翼，包括法拉利在內的車隊始終不解其作用，因此沒有第二支車隊有類似鼻翼，阿隆索當年只在英國站獲得本賽季個人以及法拉利的唯一一場勝利。同年阿隆索與妻子離婚，搬離瑞士回到西班牙。

#### 2012年

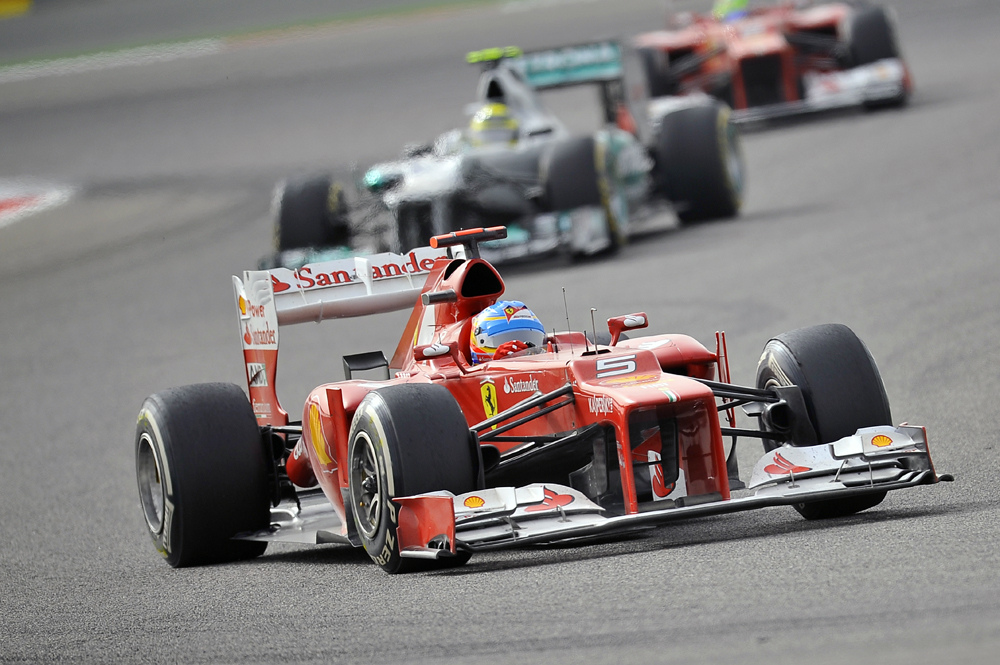
阿隆索在2012年巴林大奖赛

法拉利在2012年依舊不順遂，季前測試時F2012的成績非常不理想，單圈成績落後領先集團1.5秒左右，迫使車隊不得不變更設計，企圖挽回這一切。第一站澳洲站，法拉利的兩輛賽車皆無法進入排位賽Q3，但是差距縮小到0.7到0.8秒。阿隆索憑借著個人能力，在賽車沒能大改版的情況下，前幾場拿到了雖然不多但是重要的積分，且在第二站馬來西亞站取得本季首次分站勝利。
在其后的各场比赛中，阿隆索凭借稳定的发挥与维特尔在车手积分榜上展开激烈争夺。比利時站，阿隆索無端捲入第一彎的撞車事故，賽車從其眼前飛過，與頭部僅相差幾公分，賽車隨後飛起重重落下，不得不退賽。這次的事故更影響了接下來的義大利大獎賽，排位賽前大眾普遍看好阿隆索能贏得杆位且拿下分站冠軍，阿隆索在自由練習期間屢屢刷新最快單圈，排位賽第一第二階段也排名第一，但在第三階段開始之際，法拉利車隊發現阿隆索賽車後懸掛防傾桿斷裂，但沒時間更換僅用膠布包裹，最終排位成績自然只能以第十位結束，正賽阿隆索急起直追最終得到分站第三名。最終站巴西就以三分之差惜败，获得年度亚军。（值得一提的是阿隆索本季僅獲3場勝利，而競爭對手維泰爾則拿了5勝，憑藉紅牛賽車的大幅升級，維泰爾倒數7場比賽就拿了4勝。）

#### 2013年

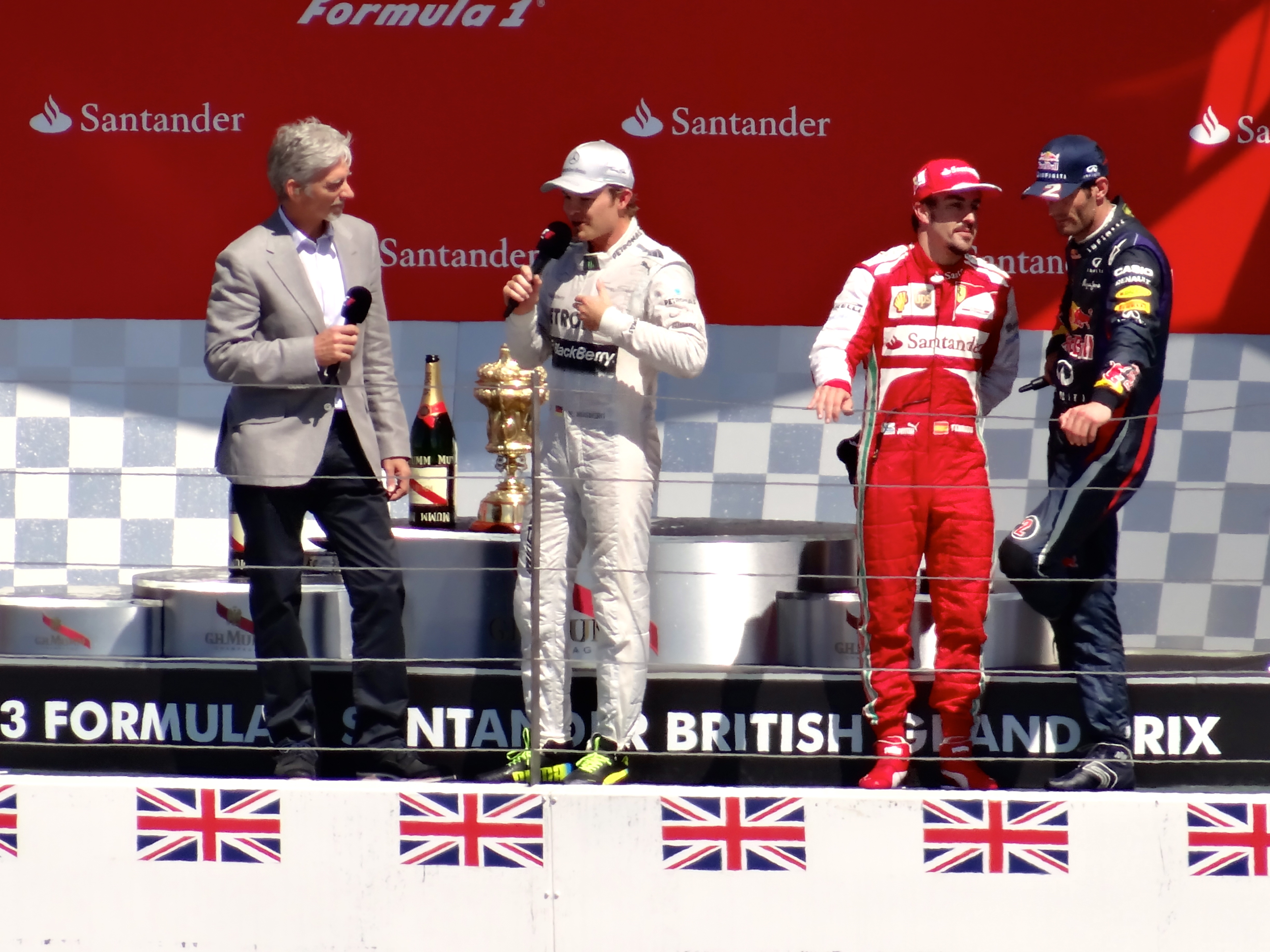
阿隆索在2013年英国大奖赛上的领奖台

法拉利車隊新車F138與去年相比進步不少，但在開幕站澳洲站法拉利兩位車手的排位成績還是整整慢了紅牛RB9賽車1秒鐘。F138與F2012前後懸掛同樣採拉桿設計，由於2012年F1賽車的階梯式鼻錐普遍被認為醜陋得像鴨嘴獸，所以國際汽聯准許車隊加一塊楔子掩蓋階梯式鼻錐，因此F138沒有階梯式鼻錐。F138延續著前作F2012的特性，正賽相較於排位賽更有競爭力。
一如往年，法拉利在賽季中屢屢升級套件，但都沒有什麼效果，夏休後紅牛車隊取得了絕對的優勢，維泰爾九連勝到賽季結束，以巨大的差距取得了世界冠軍，阿隆索僅拿下中國站和西班牙站的分站冠軍，年度排名第二。
本年度阿布達比站，阿隆索在賽車最後一次開出維修站出口時，與紅牛二隊賽車並列，被迫駛出賽道，賽車在高速下前輪微微飛起且迅速落下，衝擊引發了FIA在底盤安裝的醫學警報系統，該系統在賽車G值大於或等於18G時會啟動，系統測得阿隆索當時承受了28個G的衝擊，阿隆索賽後隨即送醫檢查。美國站前阿隆索每晚身體仍感疼痛，雖然他個人年度第二的位置已經確定，但他本人堅持為車隊爭取車隊第二名的頭銜，帶傷上陣。不過最終法拉利車隊仍然輸給了梅赛德斯車隊，屈居第三。
而匈牙利站發生了一件令人驚訝的事情，阿隆索的經紀人在週末會面了紅牛車隊的高層，媒體紛紛猜測阿隆索想要轉會紅牛，而本週過生日的阿隆索可能太過失望，一改過去總是積極樂觀的態度，隨口回應了記者對於他生日願望的回答，但這回答可能激怒了法拉利總裁蒙特澤莫羅。後來發現在阿隆索的經紀人與紅牛高層見面之前，法拉利車隊已經向蓮花車隊的雷克南接洽，商談取代馬薩的事情。

#### 2014年
根据2014赛季的新规则，车手们可以挑选一个独自的号码作为他们余下生涯当中使用的赛车编号。阿隆索选择了被其认为是幸运数字的14号，其亦是他当年驾驶卡丁车时代的号码。但受限于本赛季法拉利赛车的性能阿隆索本赛季并未获得分站冠军，但仍于中国站和匈牙利站为法拉利车队获得第三名和第二名，两次登上领奖台（这也是法拉利车队本赛季仅获得的两次领奖台）。由于阿隆索将于赛季末离开车队已是不争的事实，使得阿隆索在意大利站以及之后日本站的比赛两次退赛，最终车手积分被塞巴斯蒂安·瓦特尔超越，仅排在第六名。阿隆索五年的法拉利生涯也就此告一段落。

### 重返迈凯伦（2015-2018）

#### 2015年

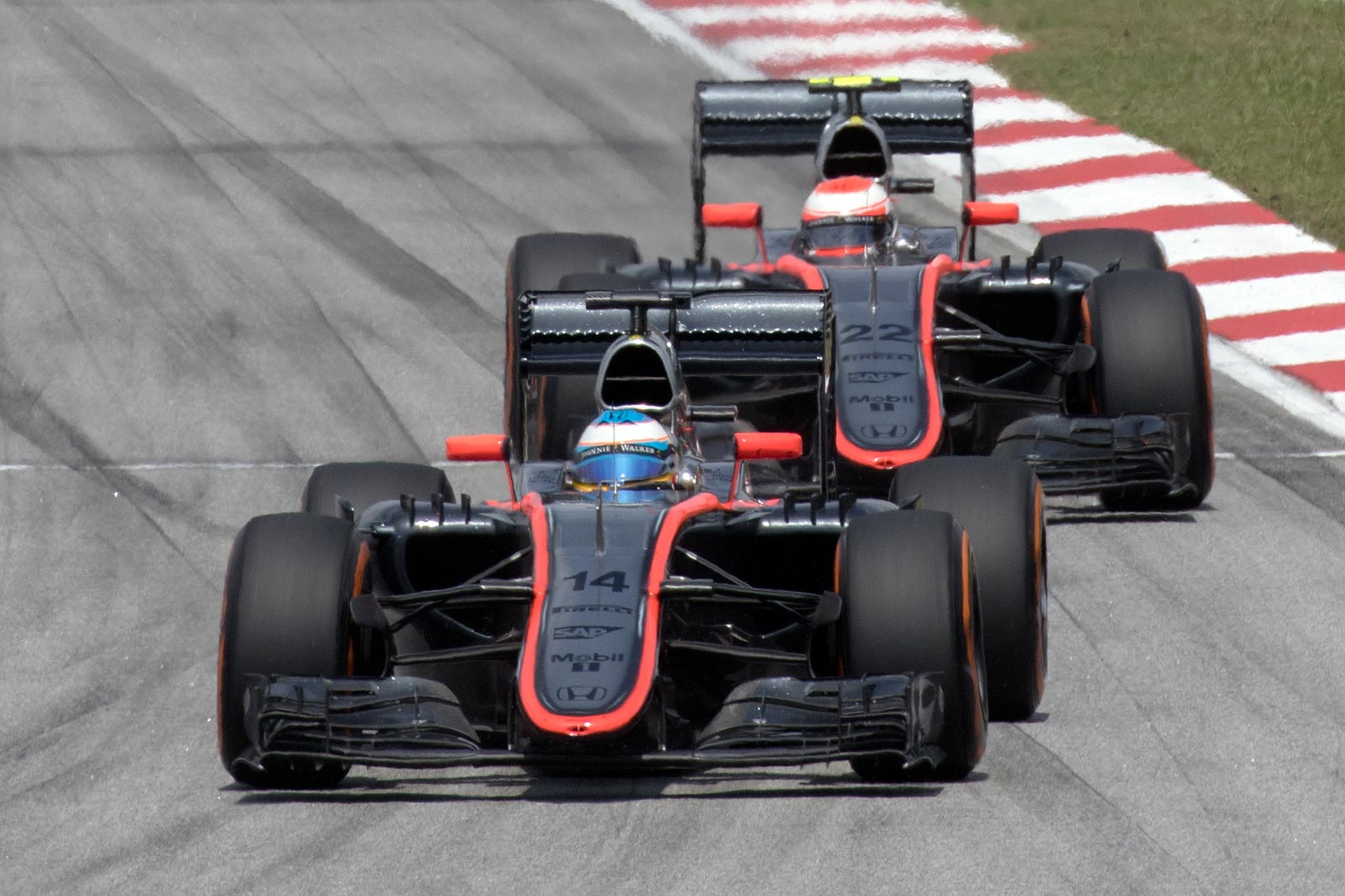
阿隆索在队友简森·巴顿面前，2015年馬來西亞大獎賽

2014年11月，阿隆索与法拉利车队都宣布2014赛季将是他在车队的最后一个赛季。同年12月，阿隆索自2007年以来正式重返迈凯伦车队，报道称双方签约两年，合同亦带有续约的条款。及后2009年F1世界冠军詹森·巴顿选择留下，二人将于2015赛季一同为迈凯伦车队效力。2015年2月，由于阿隆索在西班牙巴塞罗那-加泰罗尼亚赛道的季前测试中发生了事故并遭受了脑震荡伤势，曾在2014年澳大利亚大奖赛拿下第二名的储备车手凯文·马格努森顶替他出赛2015年澳大利亚大奖赛。由于这是本田引擎回归一级方程式的首个赛季，赛季前期阿隆索受限于引擎问题多次退赛，直到2015年7月5日英国大奖赛才在银石赛道取得2015赛季的第一个积分（于第十名完赛）。之后阿隆索于2015年匈牙利大奖赛获得第五名，以11分在2015年F1车手排行榜中排名第17位。他对赛车缓慢的速度感到不满，这在当年多次无线电投诉后变得更加明显。

#### 2018年
2018年8月14日，阿隆索宣布他下赛季将离开一级方程式赛事。

### 阿爾派車隊（2021—2022）

#### 2021年

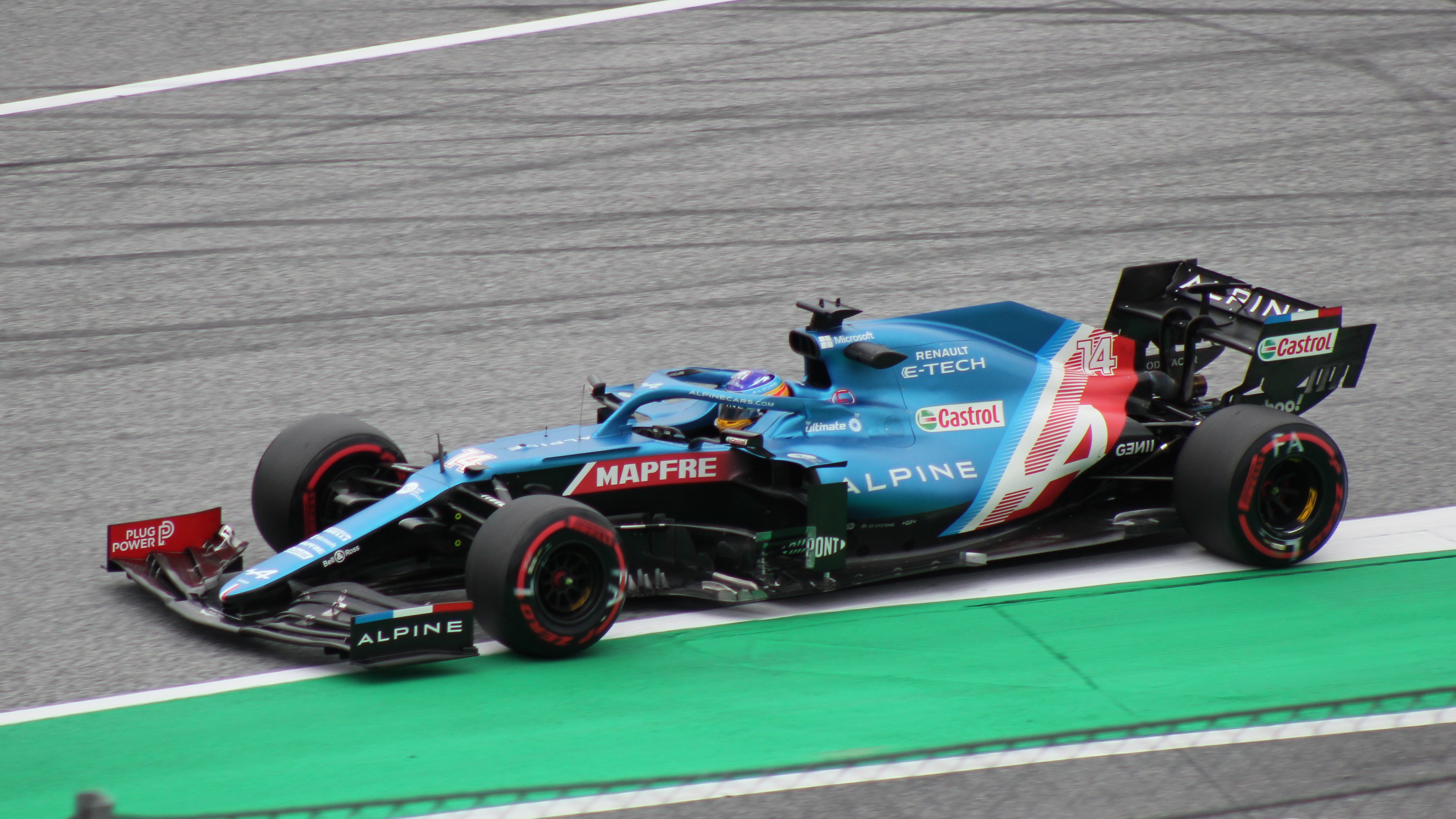
阿隆索在2021年奥地利大奖赛驾驶阿尔品A521

2020年7月，阿爾派車隊宣布两届世界冠军阿隆索将于2021赛季加盟车队，他将填补丹尼尔·里卡多离开雷诺后的位置。
在2021年匈牙利大獎賽中，阿隆索利用賽道特性駕駛速度較慢的阿尔品A521防守爭奪當年世界冠軍的路易斯·漢密爾頓10圈，成功拖慢了後者的速度，間接幫助隊友埃斯特班·奧康獲得生涯首個分站賽冠軍，阿隆索也在本站獲得第4。在2021年卡塔爾大獎賽中，阿隆索奪得第3，时隔7年再次登上頒獎台。
在2021賽季中，阿隆索最後在車手积分榜上排名第10。

#### 2022年

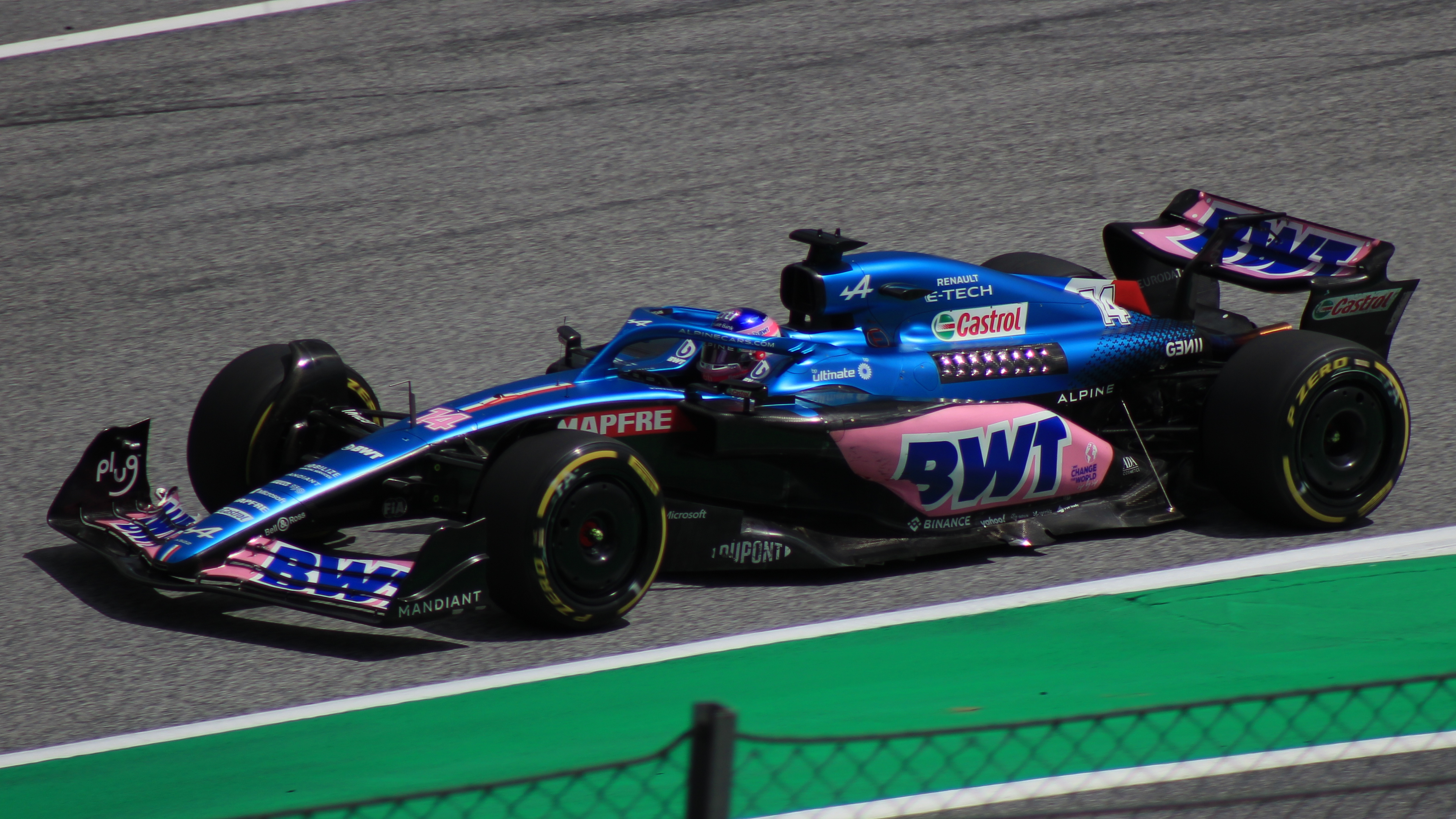
阿隆索在2022年奥地利大奖赛驾驶阿尔品A522

2022賽季的阿隆索受限于阿尔品A522引擎穩定性不足的問題，全年錄得6次未完賽記錄。
阿隆索在2022年加拿大大獎賽排位賽中奪得第2，這是他自2012年德國大獎賽后第一次于正賽前排起步。自21世紀以來，只有邁克爾·舒馬赫和阿隆索在40歲以上的情況下取得前排起步。在正賽中阿隆索再次遭遇引擎故障，並于防守瓦爾特里·博塔斯的時候因違規變綫被加罰5秒，雖然以第7名衝過終點綫但最終的成績錄得第9。
在2022賽季中，阿隆索最後在車手积分榜上排名第9。

### 阿斯頓·馬丁車隊（2023—）

#### 2023年

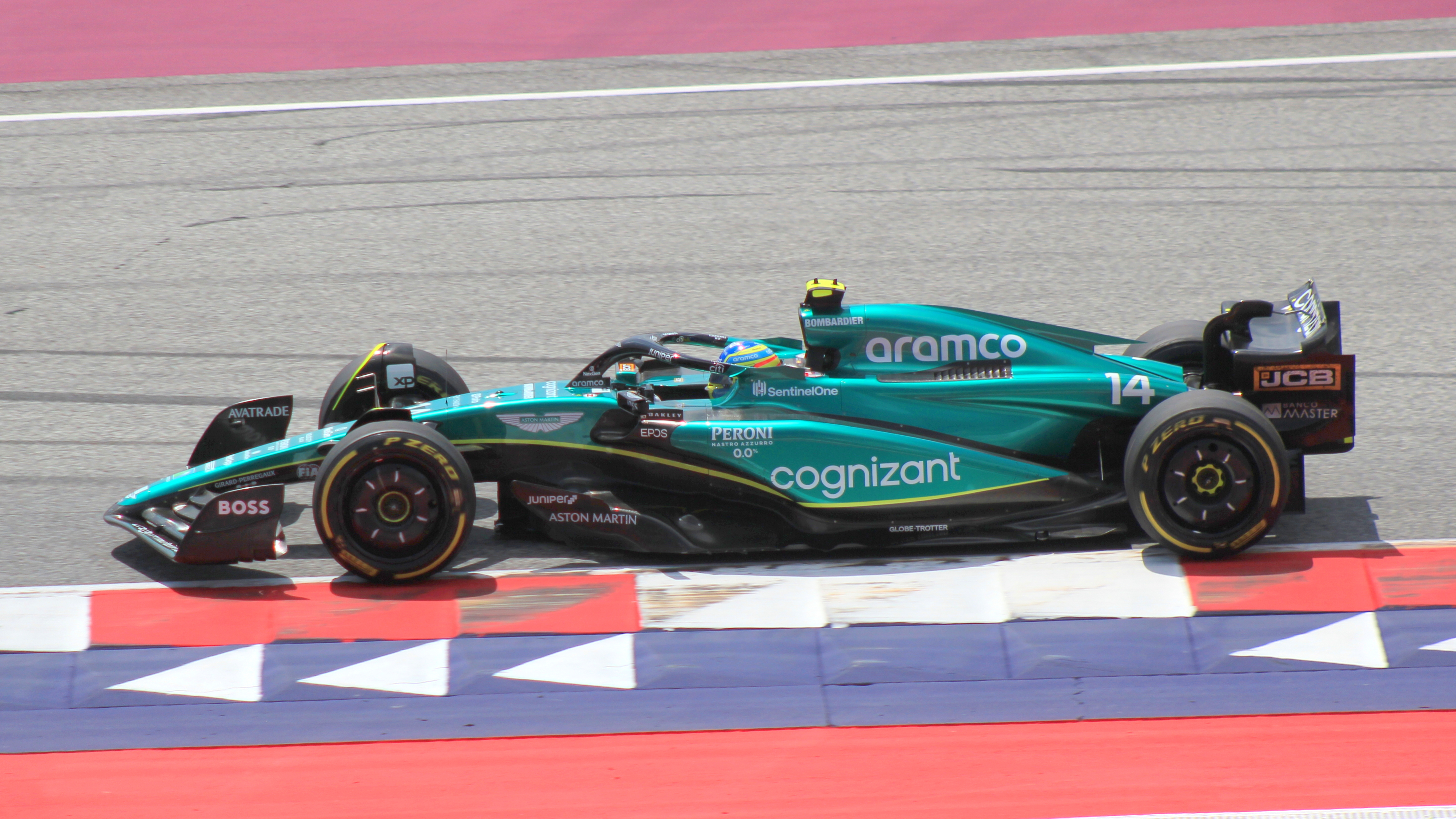
阿隆索在2023年奥地利大奖赛驾驶阿斯顿·马丁AMR23

2022年8月，阿斯頓·馬丁車隊宣布两届世界冠军阿隆索将于2023赛季加盟车队，他将填补塞巴斯蒂安·維特爾离开車隊后的位置。
在2023年巴林大奖赛的阿斯頓·馬丁車隊首秀中，阿隆索获得了季军的成绩，这是他继2021年卡塔尔大奖赛后再次登上领奖台，也是他的第99个领奖台。在下一站2023年沙特阿拉伯大奖赛中，阿隆索再次获得季军，这使得他成为历史上第6位获得100个领奖台的F1车手。在2023年摩纳哥大奖赛中，阿隆索获得第2，这是他9年以来首次获得前二的成绩。在2023年荷兰大奖赛的雨战中，阿隆索在前两圈先后超越亚历山大·阿尔本、乔治·拉塞尔与兰多·诺里斯上升至第2，最终保持这个名次至比赛结束，阿隆索在该站也获得了最快单圈和车迷评选的当日最佳车手。在2023年圣保罗大奖赛中，处于第3位的阿隆索防守塞尔吉奥·佩雷兹10圈以后于倒数第二圈被后者超越，但在最后一圈中，阿隆索入1号弯时使用假动作诱导佩雷兹防守内线，佩雷兹因此失去出弯速度，并在4号弯被阿隆索反超。此后佩雷兹在终点线前奋力一搏，但阿隆索仍然以0.053秒的优势守住第3位的领奖台。在2023年阿布扎比大奖赛中，阿隆索于第57圈超越角田裕毅上升至第7，使得他能够以第4名的年度排名结束整个赛季。这是他10年以来的最佳年度排名。

#### 2024年
2024年4月11日，阿斯顿·马丁车队宣布与阿隆索续约，签下一份多年合同。该合同将会持续到阿斯顿·马丁车队使用本田引擎的时期，这也意味着阿隆索在2017年以后，再次在F1赛场上驾驶本田引擎的赛车出赛。

## 耐力賽

### 戴通纳24小时耐力赛
阿隆索在2018年的戴通纳24小时耐力赛中代表联合车队，与兰多·诺里斯和菲尔·汉森搭档，完成了自己的第一次耐力赛。
2019年阿隆索代表韦恩·泰勒车队，与小林可梦伟、里奇·泰勒和伦格尔·范德赞德一起驾驶10号凯迪拉克DPi赛车，并最终赢下了比赛。

### 世界耐力锦标赛
2018-19赛季的世界耐力锦标赛8场比赛中，阿隆索、塞巴斯蒂安·布米和中嶋一貴組成的豐田車隊8号车组赢下了其中5场。包括2018年和2019年的勒芒24小時耐力賽、两场比利时斯帕6小时赛和2019年的赛百灵1000英里赛。8号车虽然在2018年的银石6小时耐力赛也第一个冲过终点线，但因为丰田赛车技术违规而被取消成绩。

## 軼事

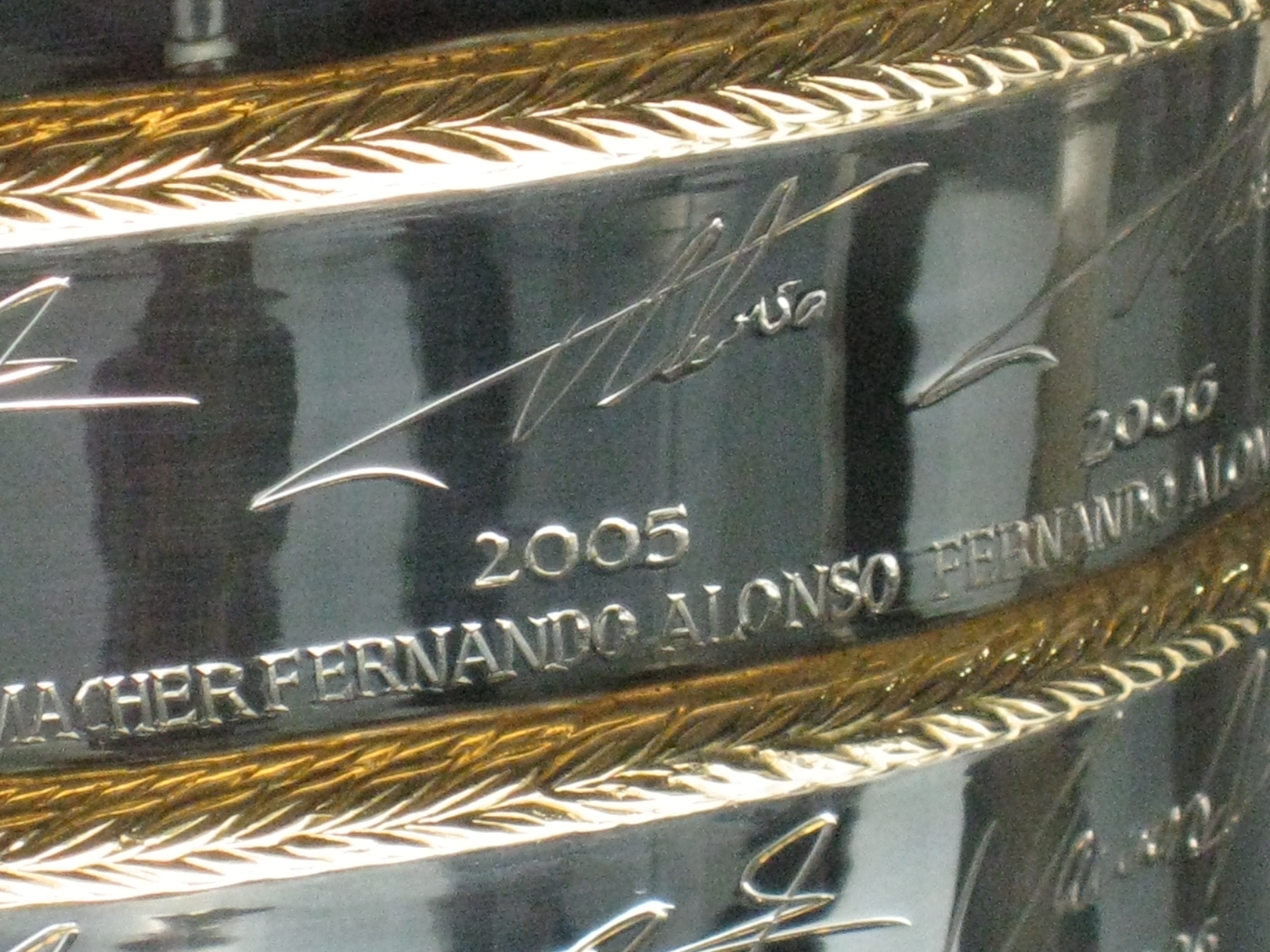
阿隆索榮譽

### 年薪
2013年9月，阿隆索被福布斯評級為世界收入最高的賽車手，年薪達到三千萬美元。

### 原本計畫購入單車隊
2013年9月3日，向來熱愛踏單車的阿隆索，聯同其個人贊助商，合力斥資600萬歐元（約6125萬港幣）收購西班牙職業單車隊Euskaltel，以解車隊財困。
但之後因價格談不攏计划告吹。

### 热爱足球
阿隆索是西班牙足球俱乐部皇家马德里的支持者。本人曾经多次造访皇马俱乐部。

### 語言
阿隆索除了他的母語西班牙語，他能操法語、英語和義大利語

## 赛车生涯成绩

### 职业生涯摘要
| 賽季    | 赛事                   | 車隊                        | 出賽     | 桿位     | 最快圈速 | 分站冠軍 | 頒獎台   | 積分     | 年度排名 |
| ------- | ---------------------- | --------------------------- | -------- | -------- | -------- | -------- | -------- | -------- | -------- |
| 2001    | 一級方程式賽車         | 歐洲米納爾迪車隊            | 17       | 0        | 0        | 0        | 0        | 0        | 第23     |
| 2002    | 一級方程式賽車         | 萬事發雷諾F1車隊            | 測試車手 | 測試車手 | 測試車手 | 測試車手 | 測試車手 | 測試車手 | 測試車手 |
| 2003    | 一級方程式賽車         | 萬事發雷諾F1車隊            | 16       | 2        | 1        | 1        | 4        | 55       | 第6      |
| 2004    | 一級方程式賽車         | 萬事發雷諾F1車隊            | 18       | 1        | 0        | 0        | 4        | 59       | 第4      |
| 2005    | 一級方程式賽車         | 萬事發雷諾F1車隊            | 19       | 6        | 2        | 7        | 15       | 133      | 冠軍     |
| 2006    | 一級方程式賽車         | 萬事發雷諾F1車隊            | 18       | 6        | 5        | 7        | 14       | 134      | 冠軍     |
| 2007    | 一級方程式賽車         | 沃達豐麥拿侖梅斯特斯車隊    | 17       | 2        | 3        | 4        | 12       | 109      | 季軍     |
| 2008    | 一級方程式賽車         | ING雷諾F1車隊               | 18       | 0        | 0        | 2        | 3        | 61       | 第5      |
| 2009    | 一級方程式賽車         | ING雷諾F1車隊               | 17       | 1        | 2        | 0        | 1        | 26       | 第9      |
| 2010    | 一級方程式賽車         | 法拉利車隊萬寶路            | 19       | 2        | 5        | 5        | 10       | 252      | 亞軍     |
| 2011    | 一級方程式賽車         | 法拉利車隊萬寶路            | 19       | 0        | 1        | 1        | 10       | 257      | 第4      |
| 2012    | 一級方程式賽車         | 法拉利車隊                  | 20       | 2        | 0        | 3        | 13       | 278      | 亞軍     |
| 2013    | 一級方程式賽車         | 法拉利車隊                  | 19       | 0        | 2        | 2        | 9        | 242      | 亞軍     |
| 2014    | 一級方程式賽車         | 法拉利車隊                  | 19       | 0        | 0        | 0        | 2        | 161      | 第6      |
| 2015    | 一級方程式賽車         | 迈凯轮本田车队              | 18       | 0        | 0        | 0        | 0        | 11       | 第17     |
| 2016    | 一級方程式賽車         | 迈凯轮本田F1車隊            | 20       | 0        | 1        | 0        | 0        | 54       | 第10     |
| 2017    | 一級方程式賽車         | 迈凯轮本田F1車隊            | 19       | 0        | 1        | 0        | 0        | 17       | 第15     |
| 2017    | 印地赛车系列赛         | 麥拿倫-本田-安德烈提車隊    | 1        | 0        | 0        | 0        | 0        | 47       | 第29     |
| 2018    | 一級方程式賽車         | 麥拉倫F1車隊                | 21       | 0        | 0        | 0        | 0        | 62       | 第11     |
| 2018    | 勒芒耐力赛             | 丰田Gazoo车队               | 1        | 1        | 0        | 1        | 1        | N/A      | 冠军     |
| 2018    | IMSA卫士泰克跑车锦标赛 | 聯合車隊                    | 1        | 0        | 0        | 0        | 0        | 18       | 第58     |
| 2018-19 | 世界耐力锦标赛         | 丰田Gazoo车队               | 8        | 4        | 0        | 5        | 7        | 198      | 冠军     |
| 2019    | IMSA卫士泰克跑车锦标赛 | 聯合車隊                    | 1        | 0        | 0        | 1        | 1        | 35       | 第22     |
| 2021    | 一級方程式賽車         | 阿爾派F1車隊                | 22       | 0        | 0        | 0        | 1        | 81       | 第10     |
| 2022    | 一級方程式賽車         | 倍世淨水阿爾派F1車隊        | 22       | 0        | 0        | 0        | 0        | 81       | 第9      |
| 2023    | 一級方程式賽車         | 雅士頓·馬田阿美高知特F1車隊 | 22       | 0        | 1        | 0        | 8        | 206      | 第4      |
| 2024    | 一級方程式賽車         | 雅士頓·馬田阿美F1車隊       | 24       | 0        | 0        | 2        | 0        | 70       | 第9      |
| 2025    | 一級方程式賽車         | 阿斯顿·马丁阿美F1车队       | 6        | 0        | 0        | 0        | 0        | 0*       | 第17*    |

*賽季進行中

### 一级方程式赛车成绩
(图例)粗體為桿位出賽，斜體為最快圈速
| 赛季   | 车队                        | 底盤              | 引擎                                  | 1        | 2       | 3        | 4        | 5      | 6      | 7       | 8      | 9      | 10     | 11     | 12     | 13     | 14     | 15     | 16       | 17     | 18      | 19     | 20      | 21      | 22     | 23   | 24   | 名次  | 积分 |
| ------ | --------------------------- | ----------------- | ------------------------------------- | -------- | ------- | -------- | -------- | ------ | ------ | ------- | ------ | ------ | ------ | ------ | ------ | ------ | ------ | ------ | -------- | ------ | ------- | ------ | ------- | ------- | ------ | ---- | ---- | ----- | ---- |
| 2001年 | 歐洲 米納爾迪車隊           | 米納爾迪PS01      | 歐洲3.0 V10                           | 澳 12    | 馬 13   | 巴 Ret   | 聖 Ret   | 西 13  | 奧 Ret | 摩 Ret  | 加 Ret | 欧 14  | 法 Ret | 英 16  | 德 10  | 匈 Ret | 比 Ret | 13     | 美 Ret   | 日 11  |         |        |         |         |        |      |      | 第23  | 0    |
|        |                             |                   |                                       |          |         |          |          |        |        |         |        |        |        |        |        |        |        |        |          |        |         |        |         |         |        |      |      |       |      |
| 2003年 | 萬事發雷諾F1車隊            | 雷諾R23           | 雷諾RS23 3.0 V10                      | 澳 7     | 馬 3    | 巴 3     | 聖 6     | 西 2   | 奧 Ret | 摩 5    | 加 4   | 欧 4   | 法 Ret |        |        |        |        |        |          |        |         |        |         |         |        |      |      | 第6   | 55   |
| 2003年 | 萬事發雷諾F1車隊            | 雷諾R23 B         | 雷諾RS23 3.0 V10                      |          |         |          |          |        |        |         |        |        |        | 英 Ret | 德 4   | 匈 1   | 8      | 美 Ret | 日 Ret   |        |         |        |         |         |        |      |      | 第6   | 55   |
| 2004年 | 萬事發雷諾F1車隊            | 雷諾R24           | 雷諾RS24 3.0 V10                      | 澳 3     | 馬 7    | 巴林 6   | 聖 4     | 西 4   | 摩 Ret | 欧 5    | 加 Ret | 美 Ret | 法 2   | 英 10  | 德 3   | 匈 3   | 比 Ret | Ret    | 中 4     | 日 5   | 巴西 4  |        |         |         |        |      |      | 第4   | 59   |
| 2005年 | 萬事發雷諾F1車隊            | 雷諾R25           | 雷諾RS25 3.0 V10                      | 澳 3     | 馬 1    | 巴林 1   | 聖 1     | 西 2   | 摩 4   | 欧 1    | 加 Ret | 美 DNS | 法 1   | 英 2   | 德 1   | 匈 11  | 土 2   | 2      | 比 2     | 巴西 3 | 日 3    | 中 1   |         |         |        |      |      | 冠軍  | 133  |
| 2006年 | 萬事發雷諾F1車隊            | 雷諾R26           | 雷諾RS26 2.4 V8                       | 巴林 1   | 馬 2    | 澳 1     | 聖 2     | 欧 2   | 西 1   | 摩 1    | 英 1   | 加 1   | 美 5   | 法 2   | 德 5   | 匈 Ret | 土 2   | 意 Ret | 中 2     | 日 1   | 巴西 2  |        |         |         |        |      |      | 冠軍  | 134  |
| 2007年 | 沃達豐麥拉倫 梅賽德斯       | 麥拉倫MP4-22      | 梅賽德斯FO 108T 2.4 V8                | 澳 2     | 馬 1    | 巴林 5   | 西 3     | 摩 1   | 加 7   | 美 2    | 法 7   | 英 2   | 欧 1   | 匈 4   | 土 3   | 意 1   | 比 3   | 日 Ret | 中 2     | 巴西 3 |         |        |         |         |        |      |      | 季軍  | 109  |
| 2008年 | ING雷諾F1車隊               | 雷諾R28           | 雷諾RS27 2.4 V8                       | 澳 4     | 馬 8    | 巴林 10  | 西 Ret   | 土 6   | 摩 10  | 加 Ret  | 法 8   | 英 6   | 德 11  | 匈 4   | 欧 Ret | 比 4   | 4      | 新 1   | 日 1     | 中 4   | 巴西 2  |        |         |         |        |      |      | 第5   | 61   |
| 2009年 | ING雷諾F1車隊               | 雷諾R29           | 雷諾RS27 2.4 V8                       | 澳 5     | 馬 11   | 中 9     | 巴林 8   | 西 5   | 摩 7   | 土 10   | 英 14  | 德 7   | 匈 Ret | 欧 6   | 比 Ret |        |        |        |          |        |         |        |         |         |        |      |      | 第9   | 26   |
| 2009年 | 雷諾F1車隊                  | 雷諾R29           | 雷諾RS27 2.4 V8                       |          |         |          |          |        |        |         |        |        |        |        |        | 5      | 新 3   | 日 10  | 巴西 Ret | 阿 14  |         |        |         |         |        |      |      | 第9   | 26   |
| 2010年 | 法拉利車隊萬寶路            | 法拉利F10         | 法拉利056 2.4 V8                      | 巴林 1   | 澳 4    | 馬 13    | 中 4     | 西 2   | 摩 5   | 土 8    | 加 3   | 欧 8   | 英 14  | 德 1   | 匈 2   | 比 Ret | 1      | 新 1   | 日 3     | 韩 1   | 巴西 3  | 阿 7   |         |         |        |      |      | 亞軍  | 252  |
| 2011年 | 法拉利車隊萬寶路            | 法拉利150º Italia | 法拉利056 2.4 V8                      | 澳 4     | 馬 6    | 中 7     | 土 3     | 西 5   | 摩 2   | 加 Ret  | 欧 2   |        |        |        |        |        |        |        |          |        |         |        |         |         |        |      |      | 第4   | 257  |
| 2011年 | 法拉利車隊                  | 法拉利150º Italia | 法拉利056 2.4 V8                      |          |         |          |          |        |        |         |        | 英 1   | 德 2   | 匈 3   | 比 4   | 3      | 新 4   | 日 2   | 韩 5     | 印 3   | 阿 2    | 巴西 4 |         |         |        |      |      | 第4   | 257  |
| 2012年 | 法拉利車隊                  | 法拉利F2012       | 法拉利056 2.4 V8                      | 澳 5     | 馬 1    | 中 9     | 巴林 7   | 西 2   | 摩 3   | 加 5    | 欧 1   | 英 2   | 德 1   | 匈 5   | 比 Ret | 3      | 新 3   | 日 Ret | 韩 3     | 印 2   | 阿 2    | 美 3   | 巴西 2  |         |        |      |      | 亞軍  | 278  |
| 2013年 | 法拉利車隊                  | 法拉利F138        | 法拉利056 2.4 V8                      | 澳 2     | 马 Ret  | 中 1     | 巴林 8   | 西 1   | 摩 7   | 加 2    | 英 3   | 德 4   | 匈 5   | 比 2   | 2      | 新 2   | 韩 6   | 日 4   | 印 11    | 阿 5   | 美 5    | 巴西 3 |         |         |        |      |      | 亞軍  | 242  |
| 2014年 | 法拉利車隊                  | 法拉利F14 T       | 法拉利059/3 1.6 V6t                   | 澳 4     | 马 4    | 巴林 9   | 中 3     | 西 6   | 摩 4   | 加 6    | 奥 5   | 英 6   | 德 5   | 匈 2   | 比 7   | Ret    | 新 4   | 日 Ret | 俄 6     | 美 6   | 巴西 6  | 阿 9   |         |         |        |      |      | 第6   | 161  |
| 2015年 | 麥拉倫本田                  | 麥拉倫MP4-30      | 本田RA615H 1.6 V6t                    | 澳       | 马 Ret  | 中 12    | 巴林 11  | 西 Ret | 摩 Ret | 加 Ret  | 奥 Ret | 英 10  | 匈 5   | 比 13  | 18†    | 新 Ret | 日 11  | 俄 11  | 美 11    | 墨 Ret | 巴西 15 | 阿 17  |         |         |        |      |      | 第17  | 11   |
| 2016年 | 麥拉倫本田F1車隊            | 麥拉倫MP4-31      | 本田RA616H 1.6 V6t                    | 澳 Ret   | 巴林    | 中 12    | 俄 6     | 西 Ret | 摩 5   | 加 11   | 歐 Ret | 奥 18† | 英 13  | 匈 7   | 德 12  | 比 7   | 14     | 新 7   | 马 7     | 日 16  | 美 5    | 墨 13  | 巴西 10 | 阿 10   |        |      |      | 第10  | 54   |
| 2017年 | 麥拉倫本田F1車隊            | 麥拉倫MCL32       | 本田RA617H 1.6 V6t                    | 澳 Ret   | 中 Ret  | 巴林 14† | 俄 DNS   | 西 12  | 摩     | 加 16†  | 阿塞 9 | 奥 Ret | 英 Ret | 匈 6   | 比 Ret | 17†    | 新 Ret | 马 11  | 日 11    | 美 Ret | 墨 10   | 巴西 8 | 阿 9    |         |        |      |      | 第15  | 17   |
| 2018年 | 麥拉倫F1車隊                | 麥拉倫MCL33       | 雷諾R.E.18 1.6 V6t                    | 澳 5     | 巴林 7  | 中 7     | 亞 7     | 西 8   | 摩 Ret | 加 Ret  | 法 16† | 奥 8   | 英 8   | 德 16† | 匈 8   | 比 Ret | Ret    | 新 7   | 俄 14    | 日 14  | 美 Ret  | 墨 Ret | 巴西 17 | 阿 11   |        |      |      | 第11  | 50   |
|        |                             |                   |                                       |          |         |          |          |        |        |         |        |        |        |        |        |        |        |        |          |        |         |        |         |         |        |      |      |       |      |
| 2021年 | 阿爾派F1車隊                | 阿爾派A521        | 雷諾E-Tech 20B 1.6 V6t                | 巴林 Ret | 艾米 10 | 葡 8     | 西 17    | 摩 13  | 6      | 法 8    | 史 9   | 奧 10  | 英 7   | 匈 4   | 比 11  | 荷 6   | 8      | 俄 6   | 土 16    | 美 Ret | 墨 9    | 聖保 9 | 卡 3    | 沙 13   | 阿 8   |      |      | 第10  | 81   |
| 2022年 | 倍世淨水阿爾派F1車隊        | 阿爾派A522        | 雷諾E-Tech 20B 1.6 V6t                | 巴林 9   | 沙 Ret  | 澳 17    | 艾米 Ret | 迈 11  | 西 9   | 摩 7    | 7      | 加 9   | 英 5   | 奥 10  | 法 6   | 匈 8   | 比 5   | 荷 6   | Ret      | 新 Ret | 日 7    | 美 7   | 墨 19†  | 圣保 5  | 阿 Ret |      |      | 第9   | 81   |
| 2023年 | 雅士頓·馬田阿美高知特F1車隊 | 雅士頓·馬田AMR23  | 梅赛德斯 F1 M14 E Performance 1.6 V6t | 巴林 3   | 沙 3    | 澳 3     | 4        | 迈 3   | 摩 2   | 西 7    | 加 2   | 奥 5   | 英 7   | 匈 9   | 比 5   | 荷 2   | 9      | 新 15  | 日 8     | 卡 6   | 美 Ret  | 墨 Ret | 圣保 3  | 拉 9    | 阿 7   |      |      | 第4   | 206  |
| 2024年 | 雅士頓·馬田阿美F1車隊       | 雅士頓·馬田AMR24  | 梅赛德斯F1 M15 E Performance V6t      | 巴林 9   | 沙 5    | 澳 8     | 日 6     | 中 7   | 迈 9   | 艾米 19 | 摩 11  | 加 6   | 西 12  | 奥 18  | 英 8   | 匈 11  | 比 8   | 荷 10  | 11       | 6      | 新 8    | 美 13  | 墨 Ret  | 圣保 14 | 拉 11  | 卡 7 | 阿 9 | 第9   | 70   |
| 2025年 | 阿斯顿·马丁阿美车队         | 阿斯顿·马丁AMR25  | 梅赛德斯F1 M16 E Performance 1.6 V6t  | 澳 Ret   | 中 Ret  | 日 11    | 巴林 15  | 沙 11  | 迈 15  | 艾米 11 | 摩     | 西     | 加     | 奥     | 英     | 比     | 匈     | 荷     |          |        | 新      | 美     | 墨      | 圣      | 拉     | 卡   | 阿布 | 第17* | 0*   |

* 賽季進行中。
†未完赛，但已完成赛事总里程的90%。

## 外部連結
- 阿隆索官方網站
- 费尔南多·阿隆索的Facebook專頁
- 费尔南多·阿隆索的X（前Twitter）
- 费尔南多·阿隆索的Instagram帳戶